# Maniquí gros
El maniquí gros (Lonchura grandis) és un ocell de la família dels estríldids (Estrildidae).

## Hàbitat i distribució
Habita praderies i aiguamolls de les terres baixes de l'est de Nova Guinea.